# Apache Phoenix
Apache Phoenix es una base de datos relacional masivamente paralela de código abierto, con soporte para el motor OLTP para Hadoop utilizando apache HBase como su medio de almacenamiento. Phoenix proporciona un driver JDBC que enmascara los elementos intrínsecos de noSQL facilitando a los usuarios crear, eliminar, y modificar tablas SQL, vistas, índices, y secuencias; insertar y eliminar filas por unidad o por grupo; y consulta de datos a través de SQL. Phoenix compila consultas y otras construcciones al API nativo de noSQL en lugar de utilizar MapReduce permitiendo la construcción de aplicaciones de baja latencia sobre la base de medios noSQL.

## Historia
Phoenix empezó como un proyecto interno de la compañía salesforce.com llenando la necesidad de soporte a un nivel más alto a consultas SQL. Originalmente fue publicado como código abierto en GitHub y se convirtió en un proyecto apache de nivel superior a partir de mayo de 2014. Apache Phoenix forma parte de la distribución Hortonworks para HDP 2.1 o más reciente, está disponible como parte de Cloudera laboratorios, y es parte del ecosistema Hadoop.